# Rafał Kozielewski
Rafał Kozielewski, (* 15. duben 1976 Vratislav, Polsko) je bývalý reprezentant Polska v judu.

## Sportovní kariéra
Kariera tohoto talentovaného zápasníka judo skončila poměrně rychle. V roce 1999 se pátým místem na mistrovství světa kvalifikoval přímo na olympijské hry v Sydney. Jenže 2 týdny před hrami utrpěl vážné zranění ramene a musel podstoupit operaci. Místo něho na olympiádě startoval Jarosław Lewak.
Zranění bylo natolik vážné, že se na vrcholovou úroveň nedokázal vrátit.

## Výsledky
| Turnaj             | 1994 | 1995 | 1996 | 1997 | 1998 | 1999 | 2000 |
| ------------------ | ---- | ---- | ---- | ---- | ---- | ---- | ---- |
| Mistrovství světa  | -    | úč.  | -    | úč.  | -    | 5.   | -    |
| Mistrovství Evropy | dns  | dns  | dns  | 5.   | 3.   | dns  | úč.  |
| MS juniorů         | dns  | -    | úč.  | -    | -    | -    | -    |
| ME juniorů         | 3.   | úč.  | dns  | -    | -    | -    | -    |